# Ève de Dreux
Ève de Dreux, dont la date de naissance est inconnue et morte au XIIIe siècle, est une martyre chrétienne, victime des premières persécutions contre les chrétiens ; elle est vénérée comme une sainte par l'Église catholique, qui la fête le 6 septembre, et qui est la patronne de la ville de Dreux.

## Hagiographie et culte
On ne sait presque rien de sa vie. Il s'agit probablement d'une vierge tuée lors d'une des premières persécutions contre les chrétiens. Selon la tradition locale, elle serait de condition très modeste et serait né dans un  hameau dépendant de Dreux, vraisemblablement à Garnay. Elle serait morte martyrisée le 6 septembre 1273, d'après l'inscription du socle d'un calvaire de la région. Selon la croyance populaire, cette sainte aurait le pouvoir de lutter contre les sècheresses et les inondations.

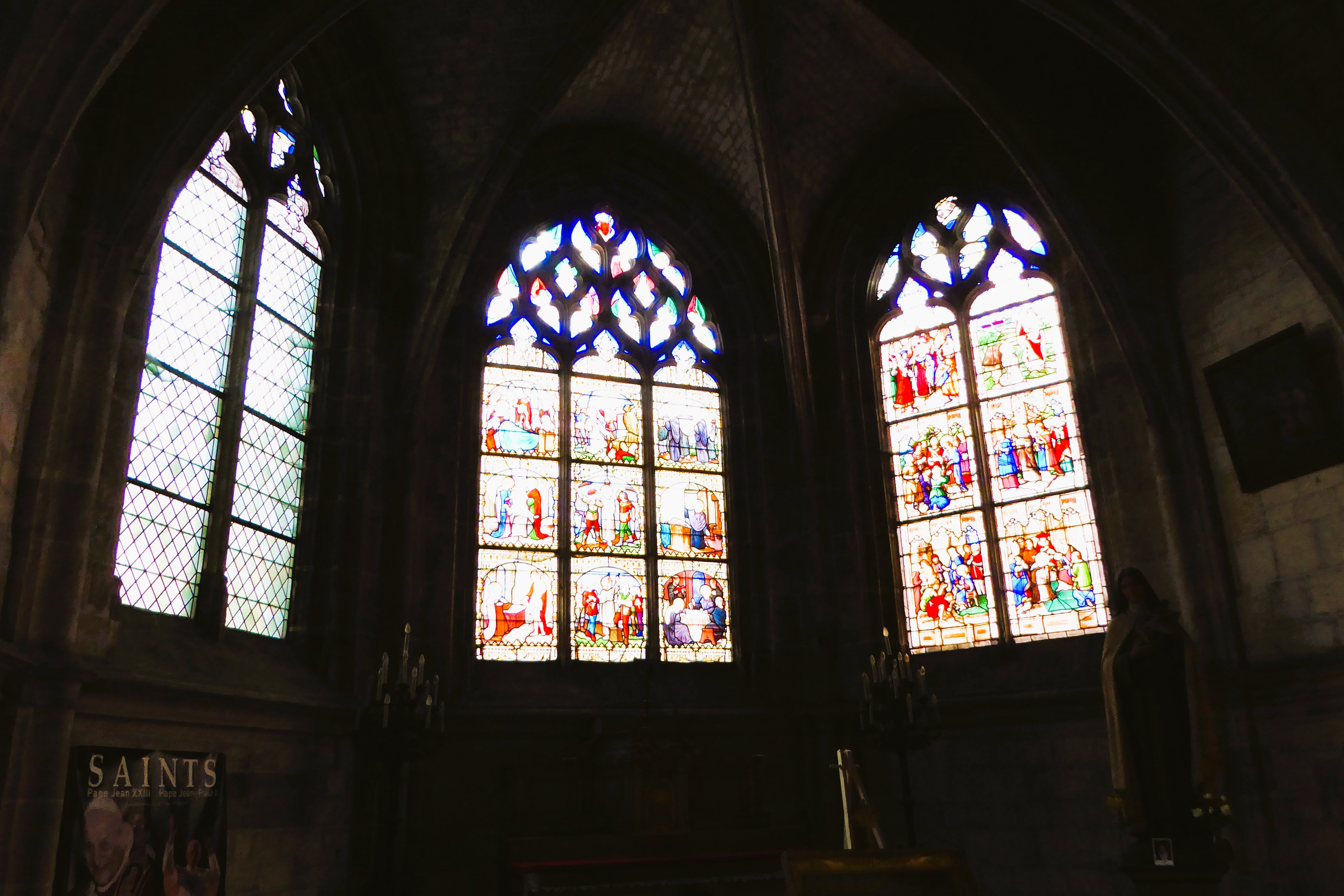
Chapelle Sainte-Eve dans l'église Saint-Pierre de Dreux.

Une chapelle datant de 1659 lui est dédiée, et une croix plus ancienne placée, selon la tradition, sur le lieu du martyre, est détruite en 1796. L'église Sainte-Eve datant de la fin de XXe siècle a depuis été construite sur l'emplacement présumé de son martyre,.
Certaines de ses reliques sont conservées dans la chapelle de l'Enfant Jésus à l'intérieur de l'église Saint-Pierre de Dreux.